# Kanton Grandpré
Kanton Grandpré (fr. Canton de Grandpré) byl francouzský kanton v departementu Ardensko v regionu Champagne-Ardenne. Tvořilo ho 18 obcí.

## Obce kantonu
- Apremont
- Beffu-et-le-Morthomme
- Champigneulle
- Chatel-Chéhéry
- Chevières
- Cornay
- Exermont
- Fléville
- Grandham
- Grandpré
- Lançon
- Marcq
- Mouron
- Olizy-Primat
- Saint-Juvin
- Senuc
- Sommerance
- Termes